# Gle Bubee
Gle Bubee är en kulle i Indonesien.   Den ligger i provinsen Aceh, i den västra delen av landet, 1 800 km nordväst om huvudstaden Jakarta. Toppen på Gle Bubee är 58 meter över havet.
Terrängen runt Gle Bubee är kuperad söderut, men norrut är den platt. Havet är nära Gle Bubee åt nordost.